# Garatge d'en Fatjó
El garatge d'en Fatjó és un edifici de Ripollet (Vallés Occidental) inclòs a l'Inventari del Patrimoni Arquitectònic de Catalunya.

## Descripció
És un edifici entre mitgeres de dos pisos, planta rectangular molt allargada i teulada a dues aigües. És d'estructura simple, presenta dues obertures rectangulars a la part baixa que ocupen pràcticament tota la façana. El segon pis és rematat per motllures decoratives a mode de frontó; hi destaca una finestra amb tres obertures, formant un arc escarser.

## Història
A l'arxiu històric municipal de Ripollet es conserva el plànol original del garatge, signat l'abril del 1925 per l'arquitecte municipal Joan Baptista Serra i pel propietari, Domingo Fatjó i Vallès. En l'actualitat és concessionari i taller de reparacions de la casa Renault.